# PRAHA
『PRAHA』（プラハ）は、岩崎宏美のアルバム。2007年9月26日にインペリアルレコードからリリースされた。
規格品番TECI-1161（Deluxe Edition）/TECI-1162（通常盤）

## 解説
マルコ・クレメンス指揮のチェコ・フィルハーモニー管弦楽団との共演により制作された、岩崎のキャリアの中でも特別な作品である。録音は2007年4月にプラハの「芸術家の家（ルドルフィヌム）」内にあるドヴォルザーク・ホールで3日間のうちに行われた。60人ほどのフル・オーケストラから5人による室内楽的な編成まで、曲により編成が使い分けられている。編曲は全て野見祐二が担当した。
自身の主要曲10曲のほか、彼女に縁の深い楽曲2曲が収録され、岩崎の豊富なキャリアを縦断した通時的なベストアルバムに近い選曲となっている。録音からリリースまでの間には、岩崎にとってデビュー以来の恩師であり、収録曲中3曲の作詞を手がけた阿久悠が逝去し、これを受けて本作は阿久に献呈されている。終曲には前作『Dear Friends III』（2006年9月27日）に引き続き2005年に亡くなった本田美奈子.の「つばさ」が収録された。
「Deluxe Edition」と「通常盤」が存在し、前者には「聖母たちのララバイ」のビデオクリップ、プラハにおけるドキュメンタリー映像、フォトギャラリーが収められたDVDが付属され、デジパック・豪華仕様の限定盤である。
同年11月には、本作のチェコ・フィルハーモニー管弦楽団の演奏のみを収録した『PRAHA 〜Back Tracks〜』が発売された。

## 収録曲
1. 聖母たちのララバイ
  - 作詞: 山川啓介、作曲: 木森敏之、John Scott
2. シアワセノカケラ
  - 作詞・作曲: 池間史規
3. 思秋期
  - 作詞: 阿久悠、作曲: 三木たかし
4. 夢やぶれて I DREAMED A DREAM 〜ミュージカル『レ・ミゼラブル』より〜
  - 訳詞:岩谷時子、作詞:Herbert Kretzmer, Alain Boublil, Jean-Marc Natel、作曲: Claud-Michel Shönberg
  - ミュージカル『レ・ミゼラブル』でファンティーヌによって歌われるナンバー。1987年の日本初演以来度々この役を演じてきた岩崎にとって半ば持ち歌に近い存在の楽曲である。
5. 手紙
  - 作詞・作曲:岡本真夜
6. ロマンス
  - 作詞: 阿久悠、作曲: 筒美京平
7. 好きにならずにいられない
  - 作詞: 松井五郎、作曲: 山川恵津子
8. シンデレラ・ハネムーン
  - 作詞: 阿久悠、作曲: 筒美京平
9. 万華鏡
  - 作詞: 三浦徳子、作曲: 馬飼野康二
10. すみれ色の涙
  - 作詞: 万里村ゆき子、作曲: 小田啓義
11. ただ・愛のためにだけ
  - 作詞・作曲:中島みゆき
12. つばさ 〜Dedicated to 本田美奈子.〜
  - 作詞: 岩谷時子、作曲: 太田美知彦
  - 『レ・ミゼラブル』での共演以来公私ともに親しくしていた本田美奈子.の代表的楽曲。本作中唯一のカバー曲である。岩崎はライナーノートで「彼女のために生まれた歌を、私も大事に、大切に歌い継いでいきたいと思っています」と述べている。